# Pintura (Amadeo de Souza-Cardoso)
Pintura é um óleo sobre tela da autoria do pintor português Amadeo de Souza-Cardoso. Pintado em 1914, mede 46 cm de altura por 33 cm de largura.
A pintura pertence ao Museu Municipal Amadeo de Souza-Cardoso de Amarante.